# Martin Luther King Day
Le Martin Luther King Day (jour de Martin Luther King) est un jour férié, aux États-Unis, marquant la date anniversaire de la naissance de Martin Luther King Jr. Il est fêté chaque année le troisième lundi du mois de janvier, autour du 15 janvier, date de l'anniversaire du pasteur.

## Historique
Après la mort de Martin Luther King Jr en 1968, le représentant démocrate John Conyers introduit un projet de loi au Congrès pour que l'anniversaire de naissance de Luther King soit un congé national, mettant en lumière l'action de Martin Luther King aux côtés des syndicats. Ces derniers reprirent cette proposition et en firent la promotion dans les années 1970.
En 1976, les syndicats aident à l'élection de Jimmy Carter, qui appuie le projet de loi. Mais après cet appui, l'influence des syndicats dans la campagne pour le King holiday diminue, et le King Centre cherche l'appui des milieux d'affaire et du grand public. Le succès de cette stratégie grandit quand Stevie Wonder sort son single Happy Birthday en 1980 pour populariser la campagne  et participe à la conférence de presse du Rassemblement pour la paix en 1981. Six millions de signatures sont collectées dans une pétition adressée au Congrès pour qu'il vote la loi.

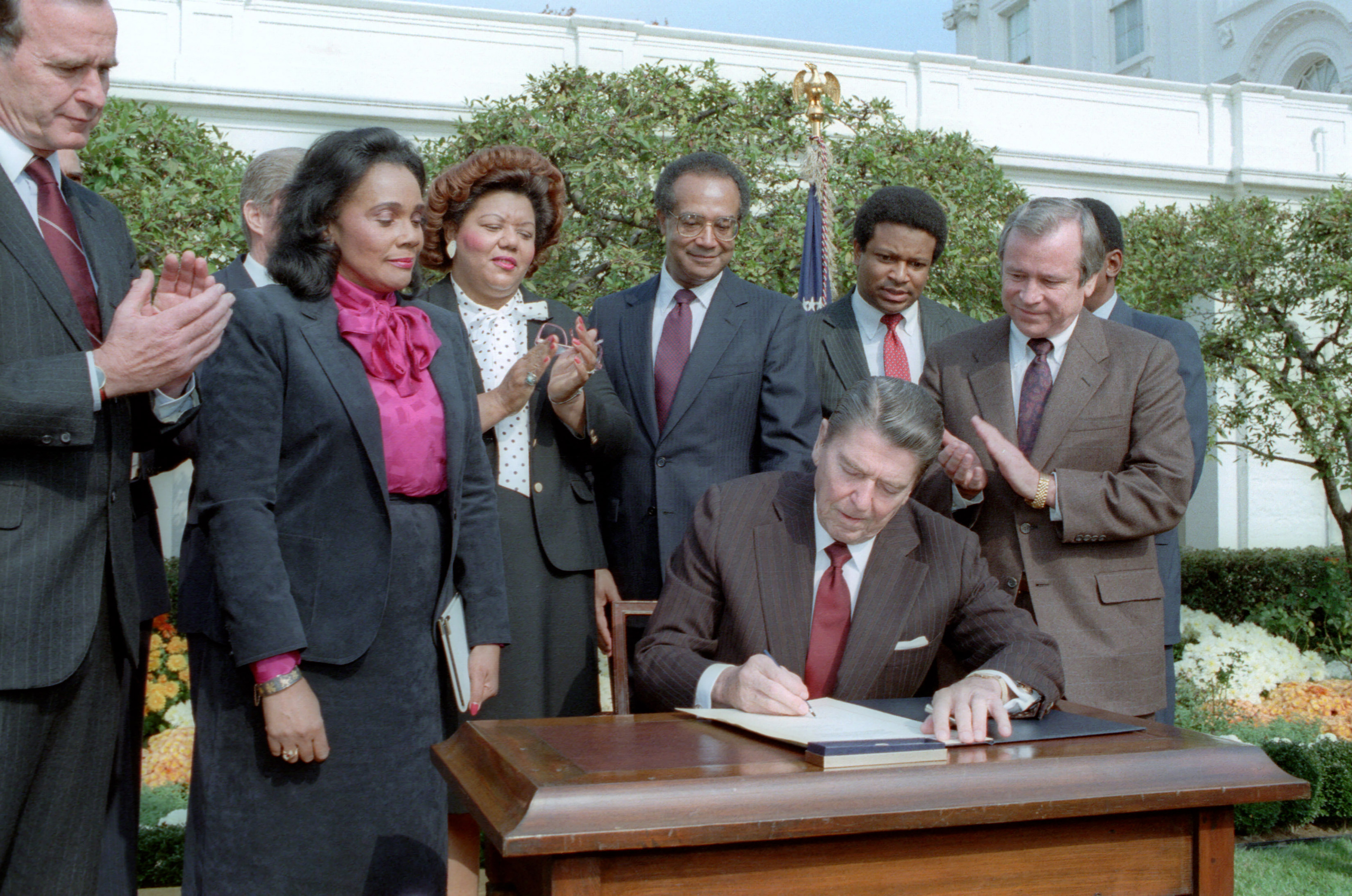
Ronald Reagan et Coretta Scott King durant la cérémonie de législation du Martin Luther King Day en 1983.

Le président Ronald Reagan s'oppose à ce jour férié, ne s'inclinant qu'après que le Congrès eut voté le King Day Bill à une majorité écrasante, empêchant tout veto présidentiel (338 voix contre 90 à la Chambre des représentants et 78 contre 22 au Sénat).
Dans la roseraie de la Maison-Blanche, le 2 novembre 1983, Ronald Reagan signe la loi créant un jour férié fédéral pour honorer Martin Luther King. Il est observé pour la première fois le 20 janvier 1986. Ce jour-là, un concert est donné à l'Opéra de Washington (district de Columbia) pour célébrer cette première, réunissant les deux artistes-symboles que sont Bob Dylan, qui avait contribué à la Marche sur Washington pour l'emploi et la liberté organisée par Martin Luther King le 28 août 1963, et Stevie Wonder, le premier chantant entre autres le Happy Birthday du second.
En 2010, le président Barack Obama présente un discours aux Américains la veille du Martin Luther King Day.

## Tradition présidentielle
De nombreux présidents américains sont venus commémorer ce jour à l'Église baptiste Ebenezer d’Atlanta, où King a été assistant pasteur pendant 8 années.

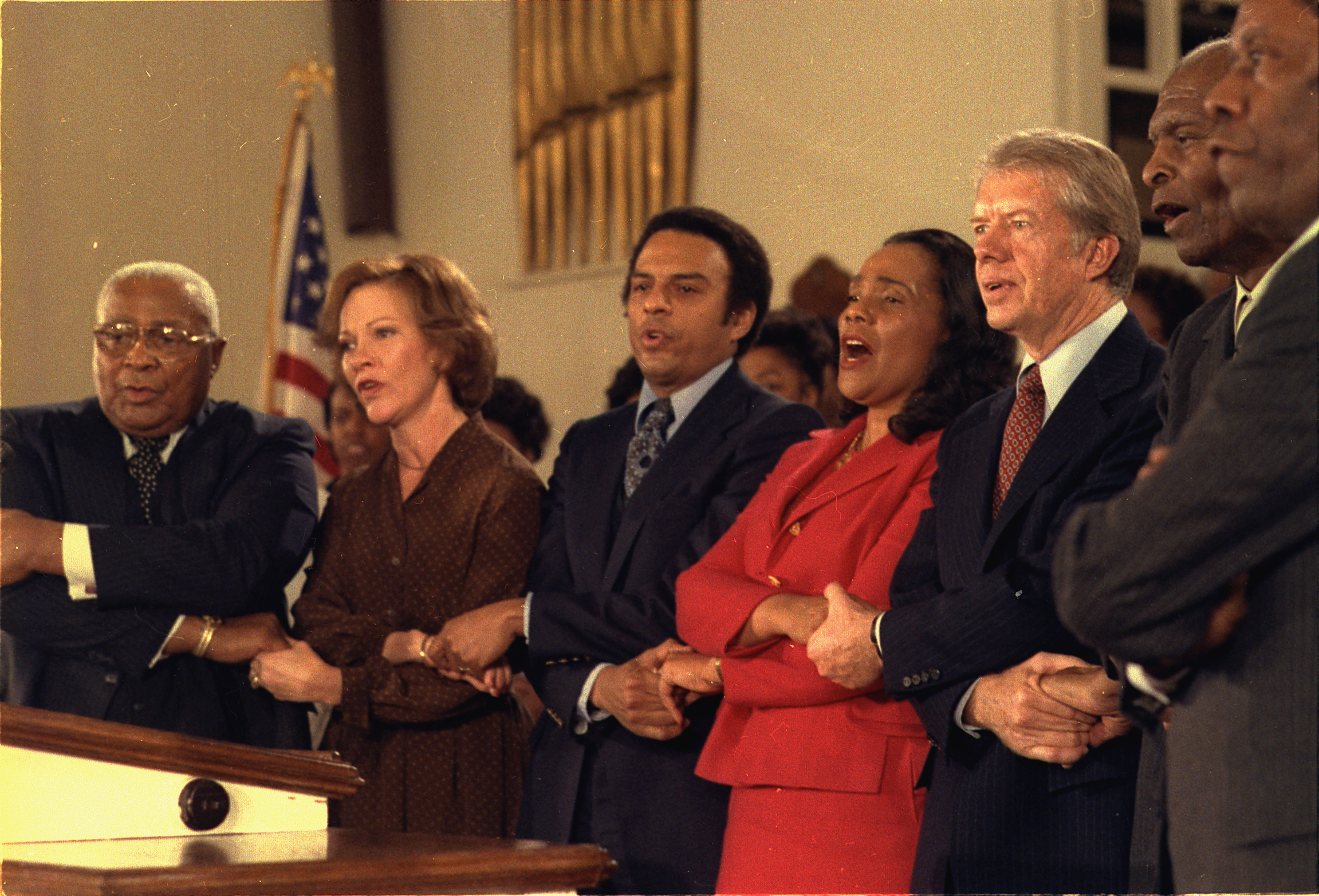
Martin Luther King Sr., Rosalynn Carter, Andrew Young, Coretta Scott King, et le président Jimmy Carter en 1979.
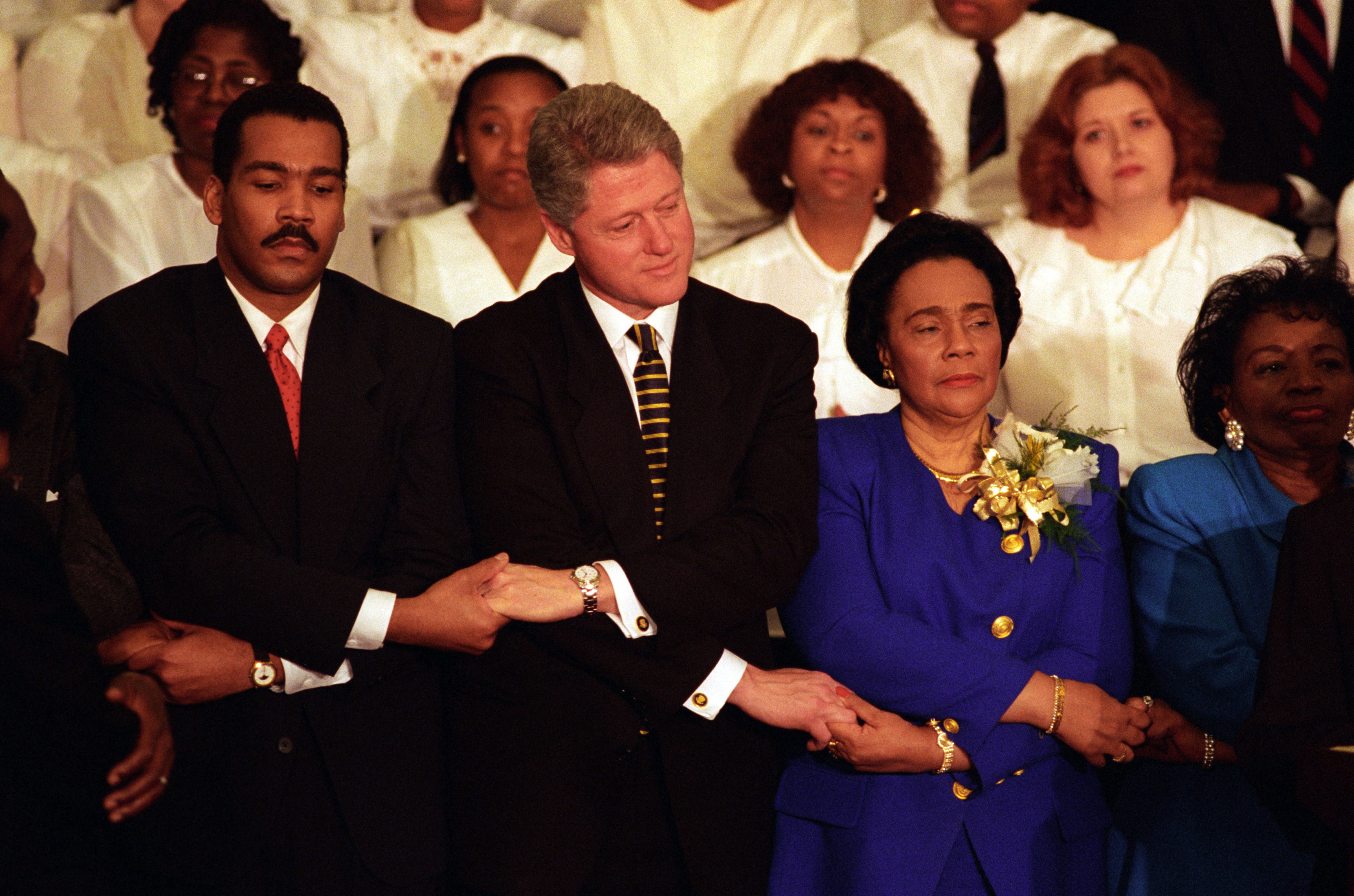
Dexter King, le président Bill Clinton et Coretta Scott King en 1996.
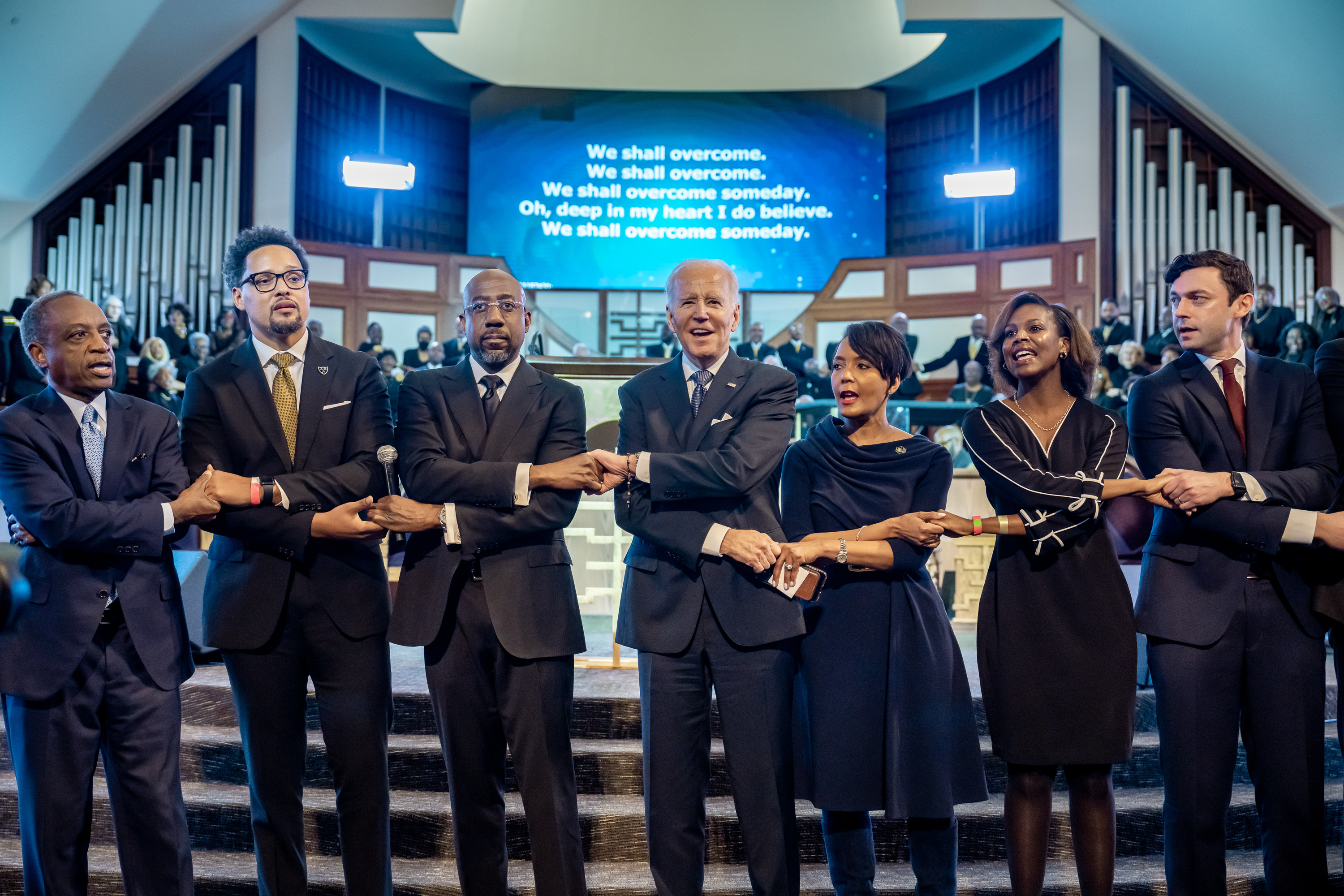
Raphael Warnock et le président Joe Biden en 2023.

## Noms alternatifs
Bien que tous les États du pays célèbrent ce jour férié, certains nomment ce jour différemment. Ainsi, dans l'Utah, il était connu comme le « Human Rights Day » avant l'an 2000, une loi sera votée afin de changer le nom en « Human Rights Day to Martin Luther King, Jr. Day ». La même année, le gouverneur Michael O. Leavitt signera un projet de loi afin de nommer officiellement ce jour le « Martin Luther King, Jr. Day »,.
En Virginie, il était connu comme le « Lee-Jackson-King Day », combinant l'anniversaire de Martin Luther King avec le « Lee-Jackson Day ». La nature incongrue de la fête, célébrant ainsi simultanément des généraux de l'armée des États confédérés et une icône des droits civiques, n'a pas échappé aux législateurs de l'État. Ainsi en 2000, le Lee-Jackson Day a été déplacé au vendredi précédent le Martin Luther King Day, établissant ainsi ce dernier comme seul jour férié à cette date. Toutefois, l'État du Mississippi partage toujours ce jour férié avec l'anniversaire de Robert E. Lee.
En Arizona, le Martin Luther King, Jr. Day est connu sous le nom de « Martin Luther King, Jr./Civil Rights Day », tandis que dans le New Hampshire, son nom officiel est « Martin Luther King, Jr. Civil Rights Day ».

## Day of Service
Le Martin Luther King Day of Service (jour de bénévolat de Martin Luther King) a été lancé par Wofford Harris, ancien sénateur de Pennsylvanie, et le député John Lewis, coauteur du Martin Luther King Day.
Promulguée par le président Bill Clinton le 23 août 1994, ce jour est à présent dédié au service de la communauté : la population est appelée à agir pour les personnes dans le besoin.

## Date
| 2020  | 2021  | 2022  | 2023  | 2024  | 2025  | 2026  | 2027  | 2028  | 2029  | 2030  |
| ----- | ----- | ----- | ----- | ----- | ----- | ----- | ----- | ----- | ----- | ----- |
| 20/01 | 18/01 | 17/01 | 16/01 | 15/01 | 20/01 | 19/01 | 18/01 | 17/01 | 15/01 | 21/01 |